# Valentin Rathgeber
Johann Valentin Rathgeber (ur. 3 kwietnia 1682 w Oberelsbach (na północ od Würzburga), zm. 2 czerwca 1750 w klasztorze Banz) – niemiecki chórmistrz, kompozytor i organista okresu baroku; benedyktyn.

## Życie
Valentin Rathgeber był szóstym dzieckiem Valentina Rathgebera (1643–1711) i Anny Rathgeber z domu Scheuplein. Pierwsze lekcje muzyki pobierał w Oberelsbach u swojego ojca, nauczyciela i organisty. Po ukończeniu szkoły łacińskiej rozpoczął w 1701 roku w wieku 19 lat studia na uniwersytecie w Würzburgu, początkowo na kierunkach retoryka, matematyka i prawo. Później podjął studia teologiczne. Pierwszą posadę objął w 1704 roku jako nauczyciel i organista w Juliusspital w Würzburgu. W 1707 objął stanowisko muzyka i lokaja opata klasztoru Banz Kiliana Düringa (1641–1720). 26 listopada tego roku wstąpił do zakonu benedyktynów. Śluby zakonne złożył 26 grudnia 1708 roku. 21 września 1709 roku przyjął święcenia subdiakonatu w katedrze św. Kiliana w Würzburgu, święcenia diakonatu - 20 września i ostatecznie święcenia kapłańskie - 19 grudnia 1711 roku. Przy profesji otrzymał imię zakonne Valentin. Od tego czasu pracował jako organista, kierownik chóru i kaznodzieja, a później także jako regens (przełożony kleryków) w klasztorze Banz, gdzie pozostał do końca życia. 
W latach 1729–1738 kompozytor odbył (być może bez zgody opata) podróż studyjną. Udokumentowane przystanki podczas tej podróży objęły Moguncję, Bonn, Kolonię, Trewir i Stuttgart; Od 1731 podróż prowadziła przez zamek Montfort nad Jeziorem Bodeńskim, 1732 Wettingen (w szwajcarskim kantonie Argowia), Pfäfers niedaleko St. Gallen, 1733 Wasserburg, Habach nad Staffelsee i w 1734 do klasztoru Scheyern w Górnej Bawarii. Przebywał głównie w klasztorach benedyktyńskich, a w podziękowaniu dedykował gospodarzom swoje utwory. Od 1734 do 1738 Rathgeber przebywał głównie w Augsburgu i Monachium, a w międzyczasie w 1735 odwiedzał opactwo benedyktyńskie Admont w Styrii i opactwo Pannonhalma niedaleko Győr na Węgrzech.
2 września Rathgeber powrócił do swojego klasztoru macierzystego w Banz. Jakoby z powodu samowolnego dziewięcioletniego wyjazdu przebywał początkowo przez 17 dni w więzieniu (podobno w podziemnym celi w klasztorze). Po spowiedzi, odnowieniu ślubów zakonnych i za wstawiennictwem swych patronów został ponownie przyjęty do wspólnoty zakonnej i mógł powrócić do swoich dotychczasowych obowiązków. 
Sporne jest jednak, czy kompozytor opuścił swój klasztor samowolnie. Ponieważ większość czasu spędzał wówczas w innych klasztorach benedyktyńskich, przemawia to przeciw samowolnemu wyjazdowi, gdyż zgodnie z regułą benedyktyńską zostałby wówczas uznany za "mnicha wędrownego" (gyrovagi)”, który "się włóczy", zaś opaci innych klasztorów nie mogliby wówczas go przyjąć.
Z drugiej strony został udokumentowany pobyt Rathgebera w więzieniu, co mogło być - zgodnie z regułą - karą dla tego, "kto by się odważył wyjść poza obręb klasztoru lub pójść dokądkolwiek [...] bez pozwolenia opata". Odosobnienie mogło jednak wynikać też z tego samego przepisu reguły, który zabraniał mnichom opowiadania innym tego, co widzieli czy słyszeli poza klasztorem. Być może samowolę wyjazdu sugeruje odnowienie ślubów po powrocie do klasztoru. Jednak istnieje zwyczaj, że benedyktyni odnawiają swoje śluby w regularnych odstępach czasu. Reguła benedyktyńska przewiduje też możliwość ponownego przyjęcia do wspólnoty tych mnichów, którzy ją opuścili.
W 1744 roku nazwisko Rathgebera znalazło się na liście gości uzdrowiska Bad Kissingen. w ostatnich latach życia cierpiał on na dnę moczanową. Zmarł w czerwcu 1750 roku na skutek udaru.

## Twórczość
Valentin Rathgeber jest prawdopodobnie najważniejszym i najbardziej znanym kompozytorem frankońskim. Uważany jest za najbardziej pomysłowego i płodnego mistrza epoki baroku spośród licznych kompozytorów ze środowisk monastycznych. Rathgeber był kompozytorem bardzo wszechstronnym i produktywnym oraz jednym z najpopularniejszych i najbardziej cenionych kompozytorów w południowych Niemczech. Komponował utwory świeckie i sakralne. Potrafił pozyskiwać wpływowych sponsorów, dzięki czemu duża liczba jego dzieł ukazała się drukiem jeszcze za jego życia.
Środowisko, w jakim Rathgeber spędził dzieciństwo i wczesną młodość, pozwoliło mu poznać potrzeby mniejszych zespołów, działających w małych miejscowościach. W swej twórczości skupiał się przede wszystkim na praktycznych wymaganiach uprawiania muzyki w parafiach wiejskich.
Stosunkowo duża liczba jego utworów w źródłach o proweniencji polskiej wynika z dostosowania obsady i stopnia trudności wykonawczej jego utworów do potrzeb małych ośrodków. Kompozycje Rathbergera przechowywane są w Polsce w zespołach klasztoru pijarów na Podolińcu, kolegiacie parafialnej w Grodzisku Wielkopolskim czy parafii w Rakowie Opatowskim.
Obecnie znanych jest 575 utworów Rathbergera. Wiele utworów jednak zaginęło. Większość jego twórczości stanowią sakralne dzieła wokalne i wokalno-instrumentalne.
Komplet drukowanych dzieł Rathgebera (też w wersji cyfrowej) znajduje się w Pierwszym Niemieckim Muzeum Tytoniowym w Oberelsbach. Zbiór zawiera 27 opusów w 249 woluminach, obejmujących łącznie 10 650 stron. Zbiór ten odzwierciedla ogromną inwencję tego kompozytora.
Wśród utworów wydanych drukiem znajdują się:
- Sakralne utwory wokalne i wokalno-instrumentalne: ofertoria (164), antyfony (61), msze (42), hymny (36), arie religijne (16), psalmy (15), cykle nieszporne (14), litanie (13), Requiem (11), Miserere (11), Tantum ergo (6), Tenebrae (3), Magnificat (3), Te Deum (2), Libera me (2) i Kompleta (1) - łącznie 387 utworów.
- świeckie utwory instrumentalne: arie na klawesyn (60), koncerty instrumentalne (24), a także pieśni. Jego Ohren-vergnügendes und Gemüth-ergötzendes Tafel-Confect (znany też jako Augsburger Tafel-Confect) to zbiór piosenek przeznaczonych do wykonywania w czasie deserów (podczas dań głównych wykonano wówczas Tafelmusik). Opublikował anonimowo trzy wydania swojego dzieła w latach 1733, 1737 i 1739, a Johann Caspar Seyfert wydał czwarte w 1746 r.[13].

Wśród utworów zachowanych w formie rękopisów znajdują się kolejne utwory sakralne: hymny (19), antyfony (14), offertoria (7), litanie (6), msze (5), Magnificat (2), psalm (1), Requiem (1).
W celu badania biografii i twórczości kompozytora zostało założone Międzynarodowe Towarzystwo im. Valentina Rathgebera (Internationalen Valentin-Rathgeber-Gesellschaft e.V.).

## Publikacje
Liczne kompozycje ukazały się już za życia kompozytora:
- Opus I Octava musica clavium octo musicarum in Missis octo musicalibus (kompozycje mszalne)
- Opus II (nieszpory)
- Opus III (msze)
- Opus IV (offertoria z towarzyszeniem instrumentalnym)
- Opus V (antyfony na rok kościelny)
- Opus VI Chelys sonora (1728) - 24 koncerty instrumentalne, w tym:
  - 12 koncertów skrzypcowych, ułożonych według długości - pierwsze 6 koncertów jest dłuższych, niż pozostałe. Violino principale zgodnie z ówczesną praktyką gra w partiach tutti z pierwszymi skrzypcami unisono, usamodzielniając się we fragmentach solowych[15];
  - 12 koncertów na trąbkę (koncert nr 19 i 20 można zagrać także na klarnecie - być może są to pierwsze koncerty klarnetowe; koncert 21 zawiera też partię skrzypiec solo). Dwa ostatnie koncerty utrzymane są w formie pastoralnej i nawiązują do okresu Bożego Narodzenia[16].
- Opus VII (msze na rok kościelny)
- Opus VIII (RequiemRequiem i Libera me)
- Opus IX Psalmodia vespertina (cykl nieszporny)
- Opus X (arie łacińskie i niemieckie)
- Opus XI (hymny)
- Opus XII (msze wiejskie i miejskie)
- Opus XIII (Miserere i Tantum ergo)
- Opus XIV (offertoria na 3 głosy)
- Opus XV (offertoria)
- Opus XVI (antyfony)
- Opus XVII (cykl nieszporny)
- Opus XVIII (litanie)
- Opus XIX (msze)
- Opus XX (offertoria)
- Opus XXI Ohren-vergnügendes und Gemüth-ergötzendes Tafel-Confect (zbiór znany także jako Augsburg Tafel-Confect) składa się z czterech ksiąg zawierających pieśni na 1-4 głosy oraz utwory instrumentalne (1733, 1737, 1746).
- Opus XXII Musikalischer Zeitvertreib (1743) - 60 arii na instrument klawiszowy (organy, klawesyn), w tym 10 pastoreli na okres Bożego Narodzenia); mają formę arii Da capo lub dwuczęściową[17].

Współcześnie kompozycje Rathgebera publikuje Internationalen Valentin-Rathgeber-Gesellschaft e.V., a ich spis można znaleźć na stronie internetowej Stowarzyszenia.